# Mark Gustafson
Mark Gustafson (Portland, 19 de septiembre de 1959-1 de febrero de 2024)fue un director de cine, guionista y animador estadounidense.

## Biografía
El cineasta obtuvo un galardón en la 95.ª edición de los Premios Óscar a la Mejor Película de Animación por Pinocho de Guillermo del Toro.
Gustafson falleció el 1 de febrero de 2024 a los 64 años, de un infarto.

## Filmografía
- 1985, Las aventuras de Mark Twain
- 1992, Claymation Easter
- 1999, Los PJ
- 2009, Fantastic Mr. Fox
- 2022. Pinocho de Guillermo del Toro

## Premios
- 2024, Premio Óscar a la Mejor Película de Animación.